# Zhang Ling (Tennisspielerin)
Zhang Ling (chinesisch 张玲, Pinyin Zhāng Líng; * 28. Oktober 1989 in Hunan) ist eine ehemalige chinesische Tennisspielerin, die für Hongkong spielt.

## Karriere
Zhang spielte hauptsächlich auf Turnieren des ITF Women’s Circuit, bei denen sie 14 Einzel- und sieben Doppeltitel gewinnen konnte. Ihre besten Weltranglistenpositionen erreichte sie 2011 mit Rang 184 im Einzel und 2009 mit Rang 219 im Doppel.
Seit 2009 spielte sie regelmäßig für die Fed-Cup-Mannschaft von Hongkong, für die sie 53 Fed-Cup-Partien bestritt. Zhang hält die Rekorde für die meisten Siege für Hongkong insgesamt (32), die meisten Siege im Einzel (23) sowie die meisten im Doppel (neun, davon acht mit Paulette Moreno).
Zhang wird seit August 2020 nicht mehr in den Weltranglisten geführt.

## Turniersiege

### Einzel
| Nr. | Datum             | Turnier           | Kategorie   | Belag             | Finalgegnerin             | Ergebnis       |
| --- | ----------------- | ----------------- | ----------- | ----------------- | ------------------------- | -------------- |
| 1.  | 4. März 2007      | Wellington        | ITF $10.000 | Hartplatz         | Kairangi Vano             | 6:1, 6:1       |
| 2.  | 19. August 2007   | Tokio             | ITF $10.000 | Teppich           | Mari Tanaka               | 4:6, 7:5, 6:2  |
| 3.  | 15. März 2009     | North Shore City  | ITF $10.000 | Hartplatz         | Hwang I-hsuan             | 6:1, 6:0       |
| 4.  | 22. August 2009   | Nonthaburi        | ITF $10.000 | Hartplatz         | Sachie Ishizu             | 6:4, 7:5       |
| 5.  | 29. August 2009   | Nonthaburi        | ITF $10.000 | Hartplatz         | Lavinia Tananta           | 6:2, 6:2       |
| 6.  | 9. Mai 2010       | Tarakan           | ITF $10.000 | Hartplatz         | Hu Yueyue                 | 6:3, 6:4       |
| 7.  | 18. Juli 2010     | Cáceres           | ITF $10.000 | Hartplatz         | Rocío de la Torre-Sánchez | 6:3, 6:0       |
| 8.  | 20. März 2011     | Sanya             | ITF $25.000 | Hartplatz         | Iryna Brémond             | 3:6, 7:64, 6:2 |
| 9.  | 9. November 2013  | Phuket            | ITF $15.000 | Hartplatz (Halle) | Nicha Lertpitaksinchai    | 6:2, 7:67      |
| 10. | 16. November 2013 | Phuket            | ITF $15.000 | Hartplatz (Halle) | Lu Jiajing                | 0:6, 7:62, 6:3 |
| 11. | 26. Januar 2014   | Scharm El-Scheich | ITF $10.000 | Hartplatz         | Polina Leikina            | 6:1, 7:5       |
| 12. | 22. Februar 2014  | Nonthaburi        | ITF $10.000 | Hartplatz         | Liu Fangzhou              | 6:3, 6:3       |
| 13. | 29. Juli 2017     | Hongkong          | ITF $15.000 | Hartplatz         | Kumi So                   | 6:1, 6:3       |
| 14. | 27. August 2017   | Tsukuba           | ITF $25.000 | Hartplatz         | Carol Zhao                | 7:5, 7:64      |

### Doppel
| Nr. | Datum             | Turnier       | Kategorie   | Belag             | Partnerin               | Finalgegnerinnen                      | Ergebnis          |
| --- | ----------------- | ------------- | ----------- | ----------------- | ----------------------- | ------------------------------------- | ----------------- |
| 1.  | 1. Oktober 2006   | Jakarta       | ITF $10.000 | Hartplatz         | Stefania Boffa          | Sandy Gumulya Lavinia Tananta         | 6:4, 6:4          |
| 2.  | 16. November 2007 | Pune          | ITF $25.000 | Hartplatz         | Varatchaya Wongteanchai | Wynne Prakusya Angelique Widjaja      | 1:6, 7:5, [10:5]  |
| 3.  | 26. Dezember 2008 | Delhi         | ITF $50.000 | Hartplatz         | Hwang I-hsuan           | Emily Webley-Smith Megan Moulton-Levy | 6:3, 7:64         |
| 4.  | 21. August 2009   | Nonthaburi    | ITF $10.000 | Hartplatz         | Jessy Rompies           | Tomoko Dokei Yoo Mi                   | 6:2, 1:6, [10:8]  |
| 5.  | 28. August 2009   | Nonthaburi    | ITF $10.000 | Hartplatz         | Yang Zi-Jun             | Beatrice Gumulya Lavinia Tananta      | 6:4, 6:3          |
| 6.  | 15. Mai 2010      | Tanjung Selor | ITF $25.000 | Hartplatz (Halle) | Liu Wanting             | Jessy Rompies Noppawan Lertcheewakarn | 7:65, 6:3         |
| 7.  | 14. Februar 2014  | Nonthaburi    | ITF $10.000 | Hartplatz         | Varatchaya Wongteanchai | Tian Ran Tang Haochen                 | 2:6, 6:2, [12:10] |